# Field Robot Junior
Der Field Robot Junior ist ein Schüler-Robotikwettbewerb für Feldroboter, der zum ersten Mal im Jahr 2007 parallel zum internationalen Field Robot Event der Studenten in Wageningen/NL veranstaltet wurde. Die Roboter müssen im Wettbewerb autonom Aufgaben erfüllen, die so gestaltet sind, dass sie für Schüler in Kleingruppen zu bewältigen sind.

## Veranstaltungsorte
Einige Jahre veranstaltet die Fachhochschule Osnabrück den Field Robot Junior. 2010 fand der Field Robot Junior am 13. Juni am Johann Heinrich von Thünen-Institut in Braunschweig statt. Vom 30. Juni bis 2. Juli 2011 fand die Veranstaltung in Herning in Dänemark statt. 2014 wurde die 17. Field Robot Junior von der Universität Hohenheim veranstaltet. 2016 fand die Veranstaltung in Rahmen der DLG-Feldtage statt.

## Technik
Verwendet werden elektronische Bausätze von Fisher Price, LEGO Mindstorms, asuro, ct-bot etc. Die Intelligenz ist dabei onboard d. h. die Fahrzeuge sind autonom.

## Beispielaufgaben

### Fährtensuche
Der Roboter muss dem Verlauf einer weißen, ca. 1–2 cm breiten Linie folgen. Die Gesamtlänge der Strecke beträgt etwa 10 m. Sie ist etwa 30 cm breit und schwarz eingefärbt. Der erste Abschnitt (etwa 2/3 der Strecke) verläuft gerade, der zweite Abschnitt ist kurvig. Die Strecke ist eben und ohne jegliche Steigung.

### Roboter im Maisfeld
Der Roboter muss dem Verlauf einer seitlich begrenzten Strecke folgen, die eben und ohne jegliche Steigung ist. Im ersten Abschnitt besteht die seitliche Begrenzung aus etwa 25 cm hohen Banden, die in einem Abstand von 50 cm zueinander stehen. Der zweite Abschnitt wird von Maispflanzen begrenzt. Diese haben eine Höhe von etwa 40 cm und sind im Abstand von 10 bis 15 cm zueinander angeordnet. Die Gesamtlänge der Strecke beträgt etwa 15 m und ist als in sich geschlossener Kurs aufgebaut.

### Freestyle
Im Freestyle-Wettbewerb wird der Roboter fünf Minuten lang einer Jury vorgeführt. Hierbei muss der Roboter keine konkrete Aufgabe erfüllen, sondern kann frei gestaltet und programmiert werden.